# Тенло
Тенло́ (фр. Tinlot) — коммуна в Валлонии, расположенная в провинции Льеж, округ Юи. Принадлежит Французскому языковому сообществу Бельгии. На площади 37,12 км² проживают 2346 человек (плотность населения — 63 чел./км²), из которых 49,28 % — мужчины и 50,72 % — женщины. Средний годовой доход на душу населения в 2003 году составлял 12 501 евро.
Почтовый код: 4557. Телефонный код: 085.